# Ten Bruggencate (cráter)

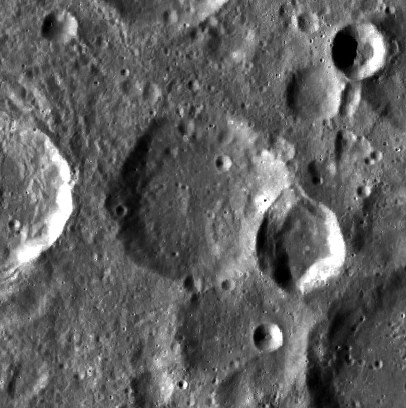
Fotografía de la misión Lunar Reconnaissance Orbiter

Ten Bruggencate es un cráter de impacto perteneciente a la cara oculta de la Luna. Está localizado justo al este de Lane, un cráter más reciente. Al sureste de Ten Bruggencate se encuentra Chauvenet.
Se trata de una formación desgastada y erosionada, con el cráter satélite Ten Bruggencate H superpuesto sobre parte del lado este-sureste. Presenta varios cratercillos en la pared interna y en el borde del suelo interior. Por lo demás, el cráter carece de otros rasgos reseñables.

## Cráteres satélite
Por convención estos elementos son identificados en los mapas lunares poniendo la letra en el lado del punto medio del cráter que está más cercano a Ten Bruggencate.
|                 | \| Ten Bruggencate \| Coordenadas \| Diámetro \| \| --------------- \| ------------------------------- \| -------- \| \| C \| 7°54′S 136°06′E / -7.9, 136.1 \| 19 km \| \| D \| 8°06′S 136°54′E / -8.1, 136.9 \| 43 km \| \| H \| 10°00′S 135°36′E / -10.0, 135.6 \| 33 km \| \| Y \| 6°42′S 134°00′E / -6.7, 134.0 \| 57 km \| |          |
| Ten Bruggencate | Coordenadas | Diámetro |
| C               | 7°54′S 136°06′E / -7.9, 136.1 | 19 km    |
| D               | 8°06′S 136°54′E / -8.1, 136.9 | 43 km    |
| H               | 10°00′S 135°36′E / -10.0, 135.6 | 33 km    |
| Y               | 6°42′S 134°00′E / -6.7, 134.0 | 57 km    |

## Referencias

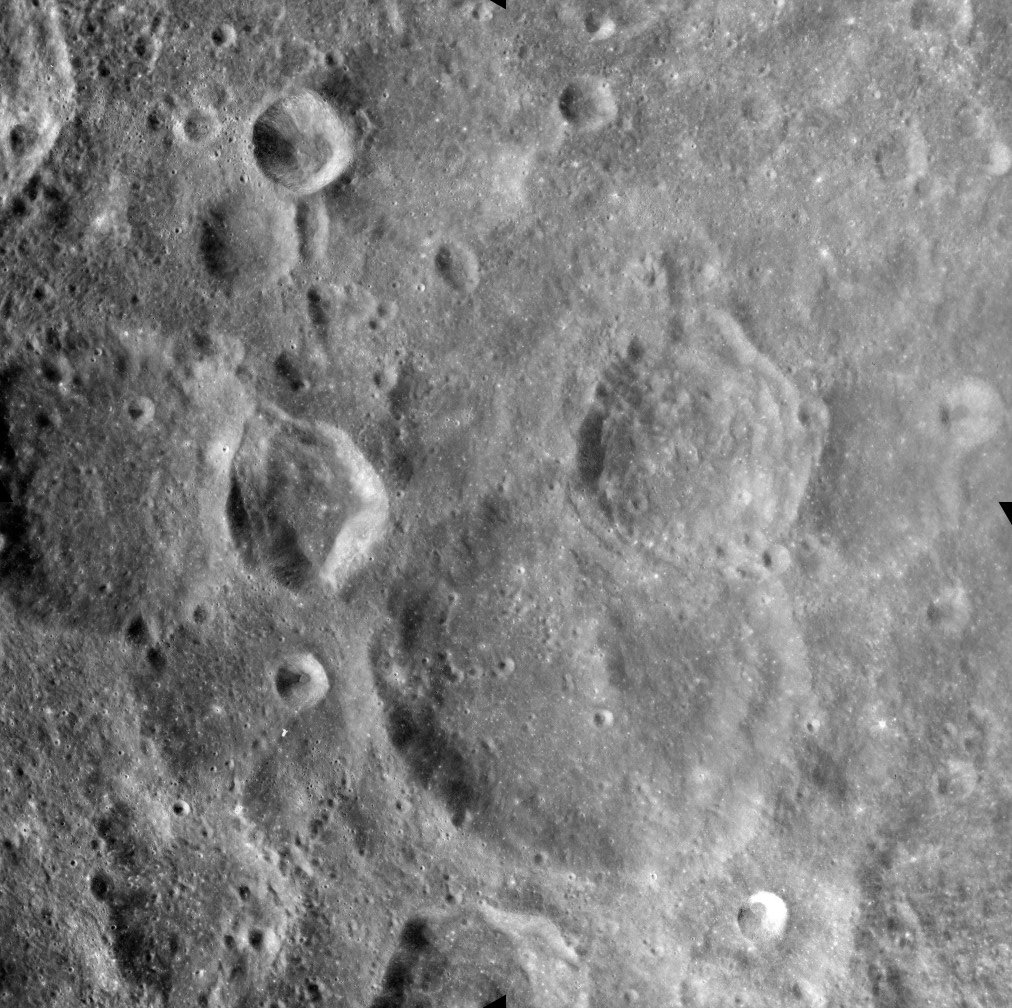
Imagen tomada desde el Apolo 17